# X-25 (航空機)
X-25
X-25A(S/N 68-10770)
- 用途：航空機脱出用機材
- 分類：実験機
- 製造者：ベンソン社
- 運用者：アメリカ空軍
- 初飛行：1968年6月5日
- 生産数：2機
- 運用状況：退役・保存

X-25はアメリカ空軍が開発していた航空機脱出用機材。1960年代後半に研究がなされたが、実用化には至らなかった。

## 概要
1960年代、ベトナム戦争を行っていたアメリカ軍においては、撃破され脱出した航空機搭乗員の救出法について検討を進めていた。パラシュートによる脱出では、着地点に選択の余地が少なく、その後の救出に困難をきたすこともあった。
そのため、ある程度自力移動ができる超小型機でもって航空機より脱出（同類機：カマン KSA-100 セイヴァーなど）し、着地点選択の余地を大きくすることにより、その後の救出活動を容易にすることが考えられた。この計画は裁量降下機(Discretionary Descent Vehicle,DDV)と命名され、1967年からX-25計画として始動した。
X-25は 民間機 ベンソン B-8Mオートジャイロを原型としており、原型に近く推進エンジンつきの X-25A（機体記号：68-10770）、無動力の 民間機 ベンソン B-8 ジヤイロ・滑空機（グライダー） (gyro-glider) を原型とした X-25B （機体記号：68-10771）が製造された。
各型とも1機が製造されており、初飛行は1968年6月5日。機体はアルミ合金製の骨組みで構成されており、開放された剥き出しの座席となっている。
機体後部に垂直尾翼、頂部に主回転翼があり、X-25Aでは機体中央部に推進式プロペラを有していた。なお、X-25Bについても、後にパイロット訓練用にモーターグライダーに準じた主回転翼をオートローテーションするためのより軽量なフォルクスワーゲン（タイプ1
）・4ストローク式水平対向・OHV・強制空冷エンジンが装備された。（en:Bensen B-8#Variantsを参照）
X-25 の飛行試験は行われたものの、操縦には回転翼機の飛行訓練が必要となることや機材も含めた航空機からの脱出方法など、実用性に疑問が生じたことにより、航空機搭載や射出座席との組み合わせなどの実用試験は行われず、1968年中に試験は中止された。

## 要目(X-25A)
- 胴体長：3.43 m
- 胴体幅：1.73 m
- 全高：1.90 m
- 主回転翼直径：6.6 m
- 主回転翼円板面積：29.17 m2
- 空虚重量：112 kg
- 全備重量：227 kg
- 乗員：最大2名
- 発動機：マカロック (McCulloch) 水平対向 4気筒 4318A レシプロエンジン（72馬力-75馬力）
- 最大速度：137 km/h
- 航続距離：160 km
- 航続時間：1.5 時間
- 実用上昇限度：3,800 m
- 初期上昇率：毎秒 5.1 m